# Guillermo Castillo Reyes
César Guillermo Castillo Reyes, né le 17 mars 1966 à Huehuetenango, est un avocat et un homme politique guatémaltèque. Il est vice-président de la République de 2020 à 2024.

## Biographie
Après ses études à l'université de San Carlos (USAC), il devient avocat en 1998.
De janvier 2004 à mai 2005, il est vice-ministre du Travail dans le gouvernement du président Óscar Berger. De 2013 à 2018, il est directeur exécutif de la Chambre de commerce du Guatemala.
Il est désigné par le parti Vamos pour être le colistier d'Alejandro Giammattei à l'élection présidentielle de 2019. Les deux hommes remportent le second tour de l'élection le 11 août et prennent leurs fonctions respectives de président et de vice-président le 14 janvier 2020 pour un mandat de quatre ans.
Alors que le pays fait face à une crise politique, il appelle en novembre 2020 Alejandro Giammattei à démissionner pour « le bien du pays », reconnaissant par ailleurs ne pas avoir de bons rapports avec lui. Il n'en demeure pas moins vice-président jusqu'à la fin du mandat en janvier 2024.